# Unione dei comuni Città Territorio-Val Vibrata
L'unione dei comuni Città Territorio-Val Vibrata è una unione di comuni che nasce dall'accordo fra dodici comuni italiani della provincia di Teramo.
Il suo territorio, circostante la val Vibrata e racchiuso tra i fiumi Tronto e Salinello, si estende a nord del comune di Teramo, occupando tutta la fascia settentrionale della provincia fino al confine con quella di Ascoli Piceno. Ne fanno parte i comuni di Alba Adriatica, Ancarano, Civitella del Tronto, Colonnella, Controguerra, Corropoli, Martinsicuro, Nereto, Sant'Egidio alla Vibrata, Sant'Omero, Torano Nuovo e Tortoreto; l'unione comprende un'area di 273,85 km² nella quale risiedono 79 976 abitanti.

## Storia
L'unione, istituita nell'anno 2000, è un ente locale di secondo grado, costituito e disciplinato dal decreto legislativo 18 agosto 2000, n. 267 che recepisce la legge 3 agosto 1999, n. 265, in particolare l'articolo 32, al fine di mettere in comunione l'esercizio di una pluralità di funzioni e servizi.
Si occupa della gestione dei servizi sociali, della gestione integrata dei rifiuti, della centrale unica di committenza, del nucleo unico di valutazione e del canile comprensoriale.
La sede legale si trova a Nereto, mentre la sede amministrativa è stata localizzata a Sant'Omero.

### Stemma e organizzazione
Lo stemma dell'ente raffigura al centro una stella blu a 12 punte. Ogni punta rappresenta uno dei dodici comuni. Al centro della stella sono rappresentati un fiume, in riferimento al Vibrata, e un delfino.
L'ente è dotato di personalità giuridica ed è governato da un presidente, da una giunta costituita da tutti i sindaci dei comuni aderenti e da un consiglio composto da una rappresentanza dei consigli comunali e dai sindaci stessi.

## Funzioni
I comuni aderenti hanno affidato all'unione i servizi dell'intero ciclo dei rifiuti urbani, uno sportello unico per le attività produttive, pubblica sicurezza e funzioni di polizia locale, attività sociali, edilizia scolastica, pianificazione urbanistica e attività di formazione per i dipendenti comunali.

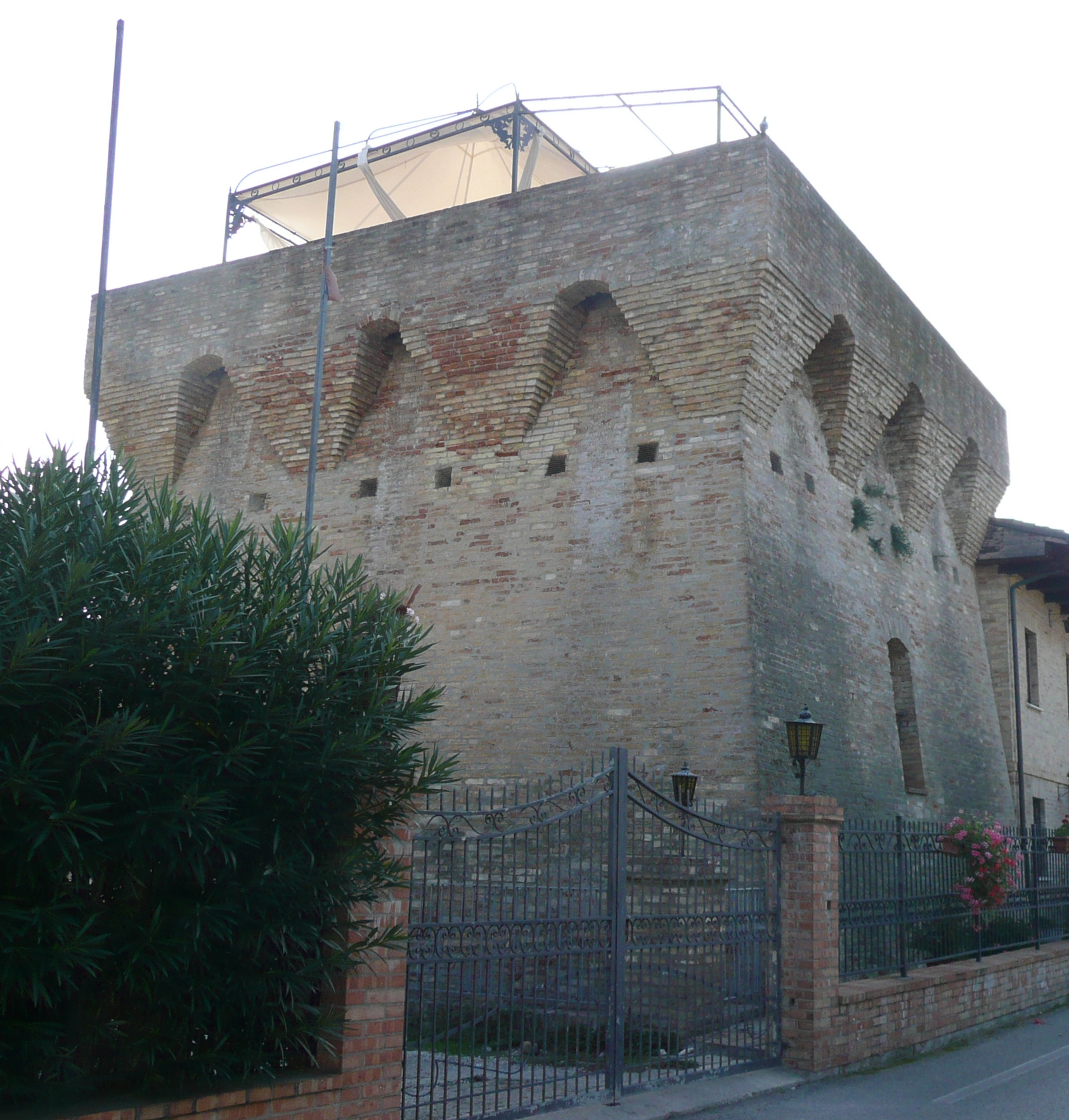
La torre della Vibrata di Alba Adriatica.
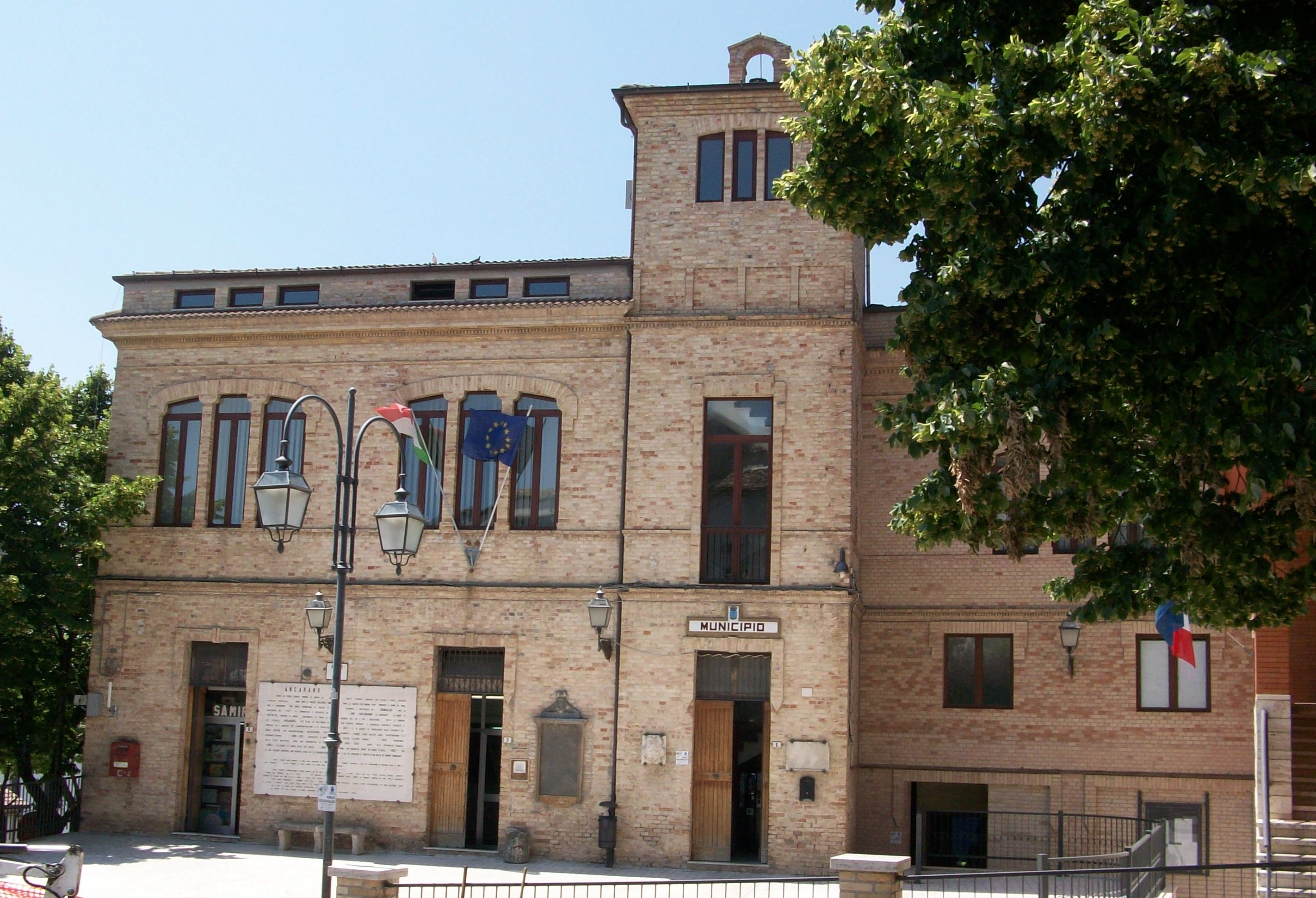
Il municipio di Ancarano.
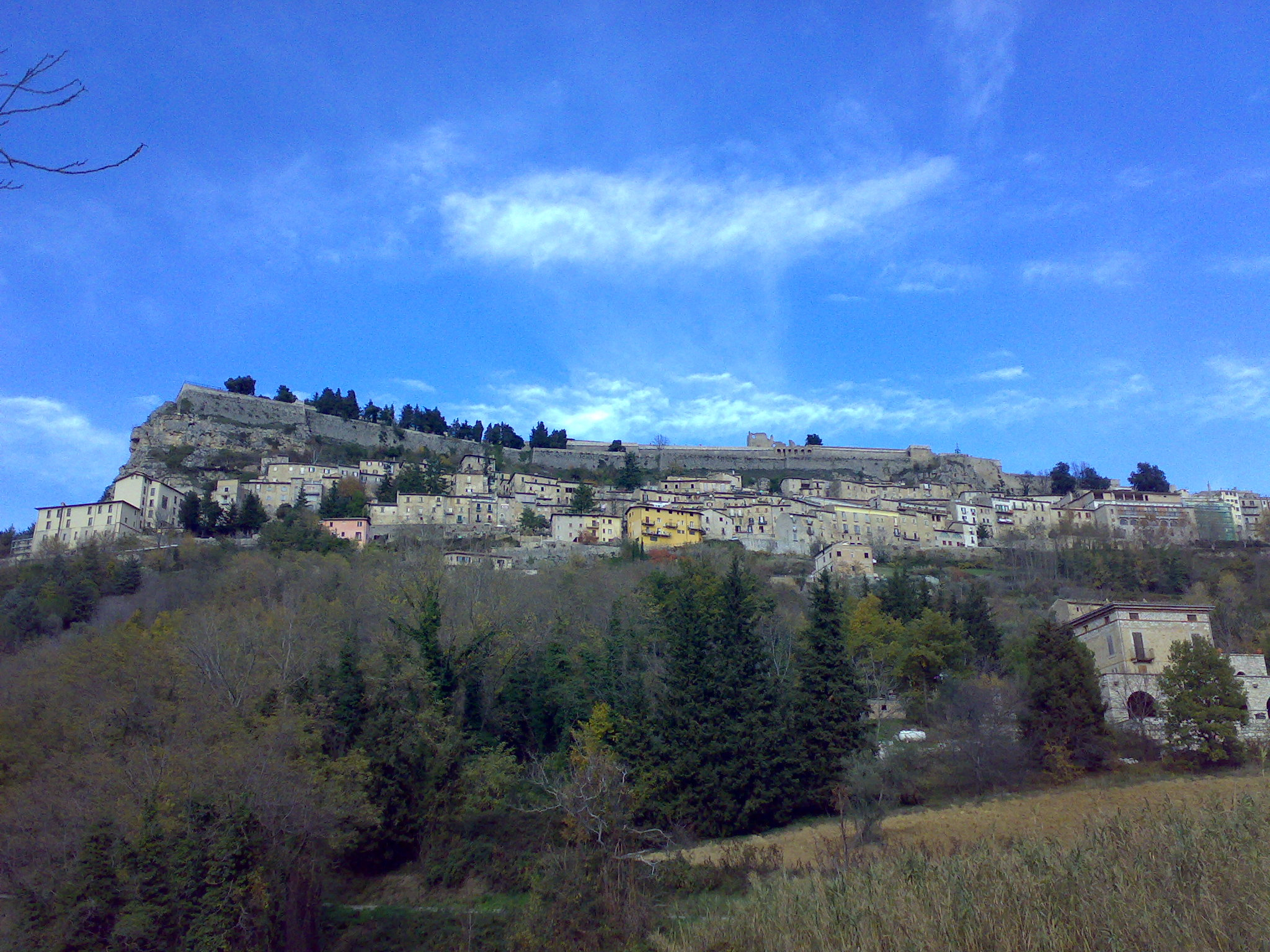
La fortezza borbonica di Civitella del Tronto.
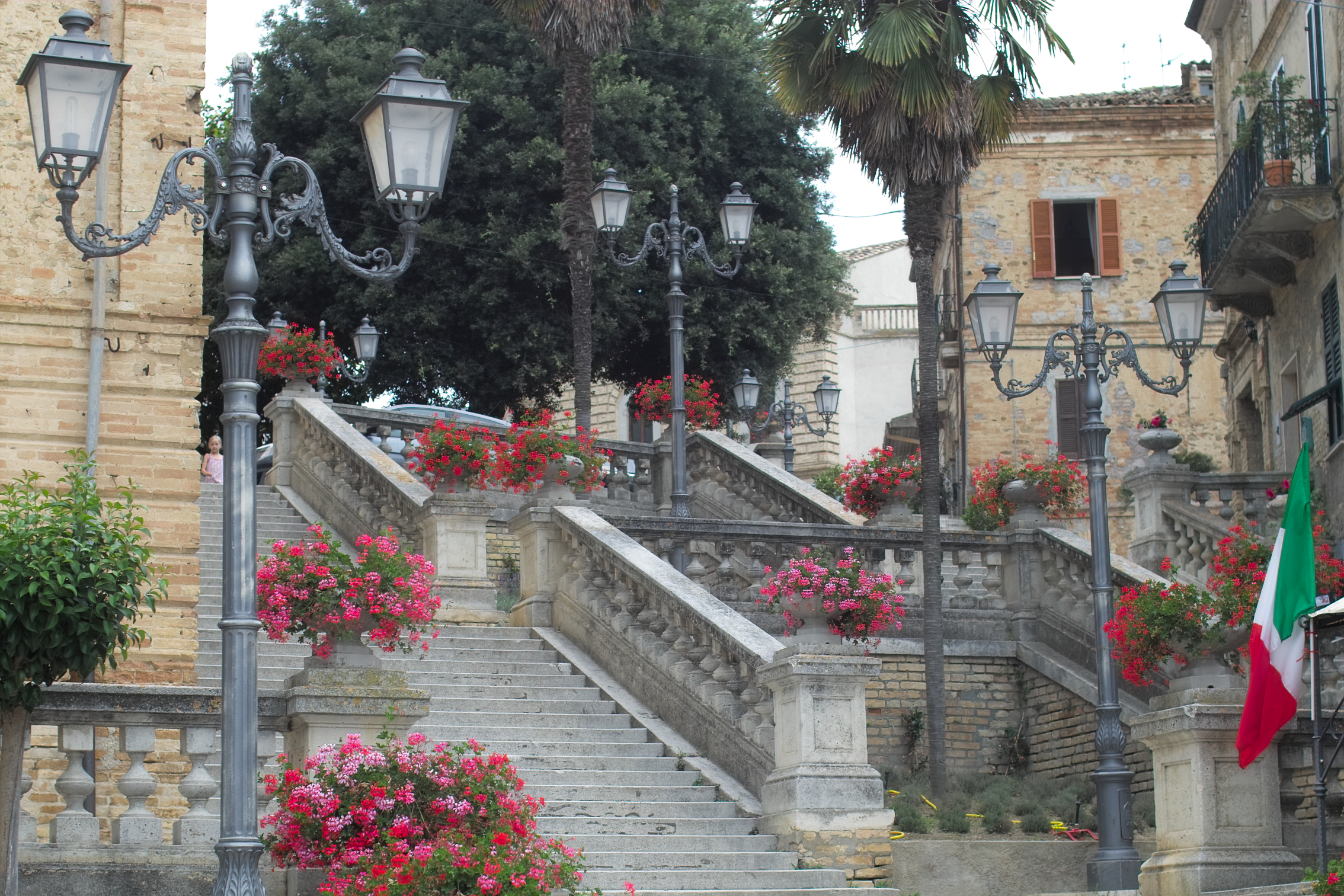
Colonnella.
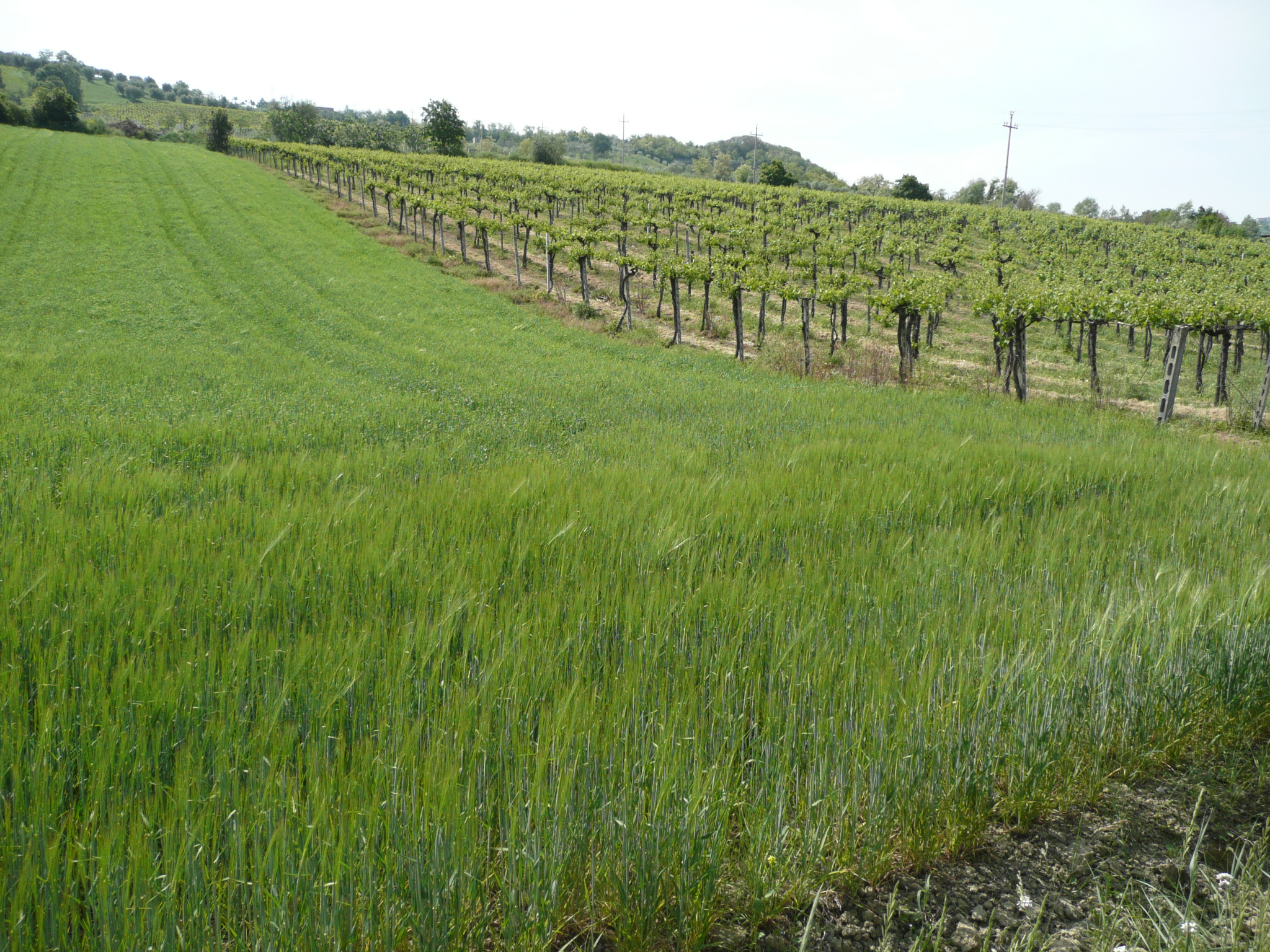
Vigneti a Controguerra.
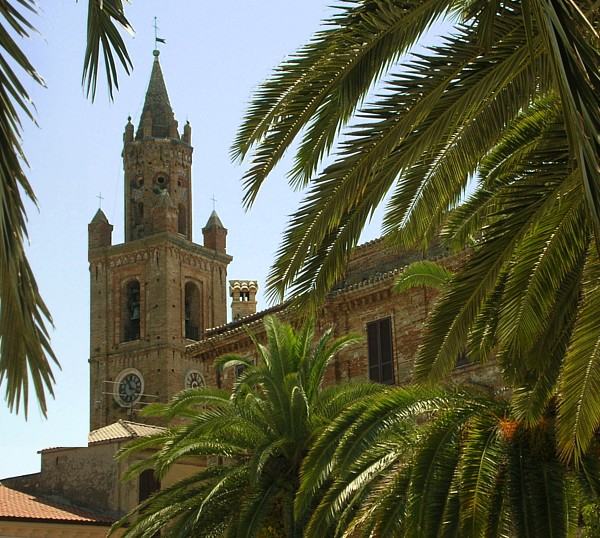
Corropoli
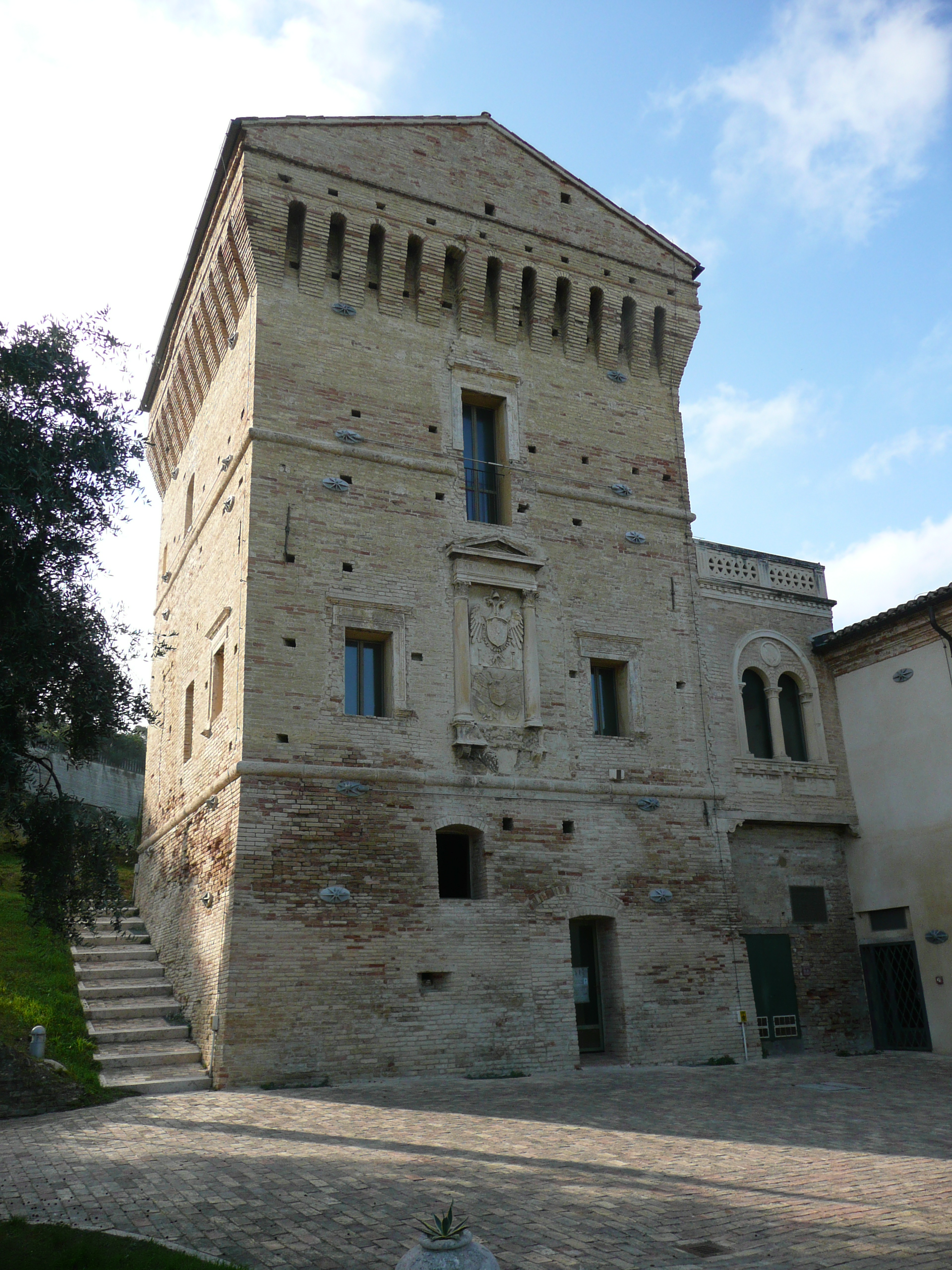
La torre di Carlo V di Martinsicuro
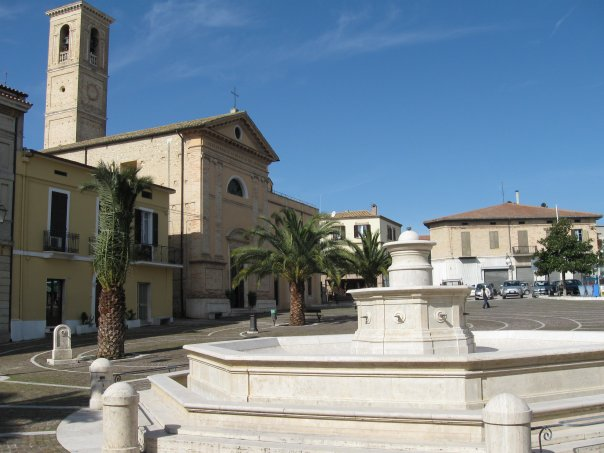
Nereto
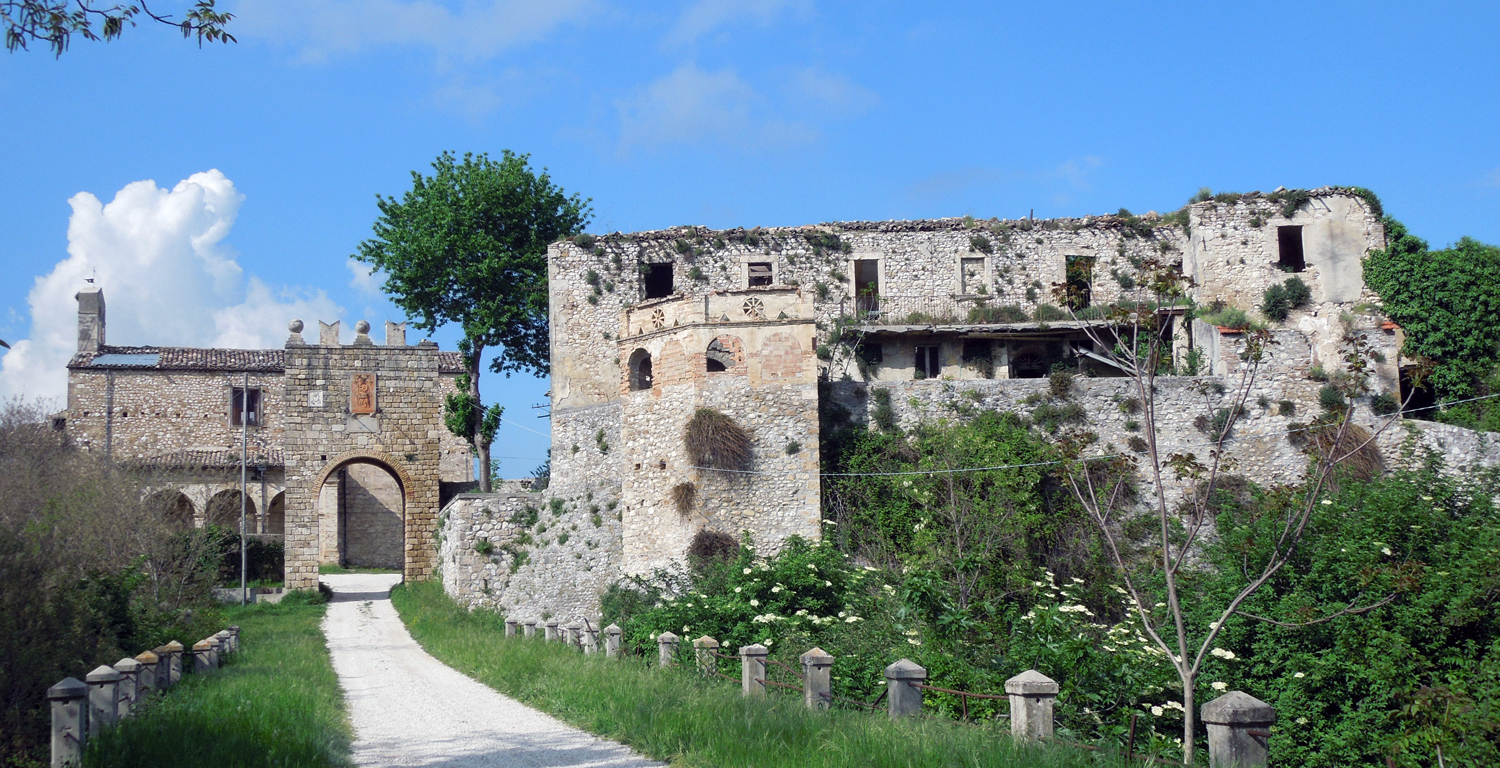
Il borgo di Faraone antico a Sant'Egidio alla Vibrata
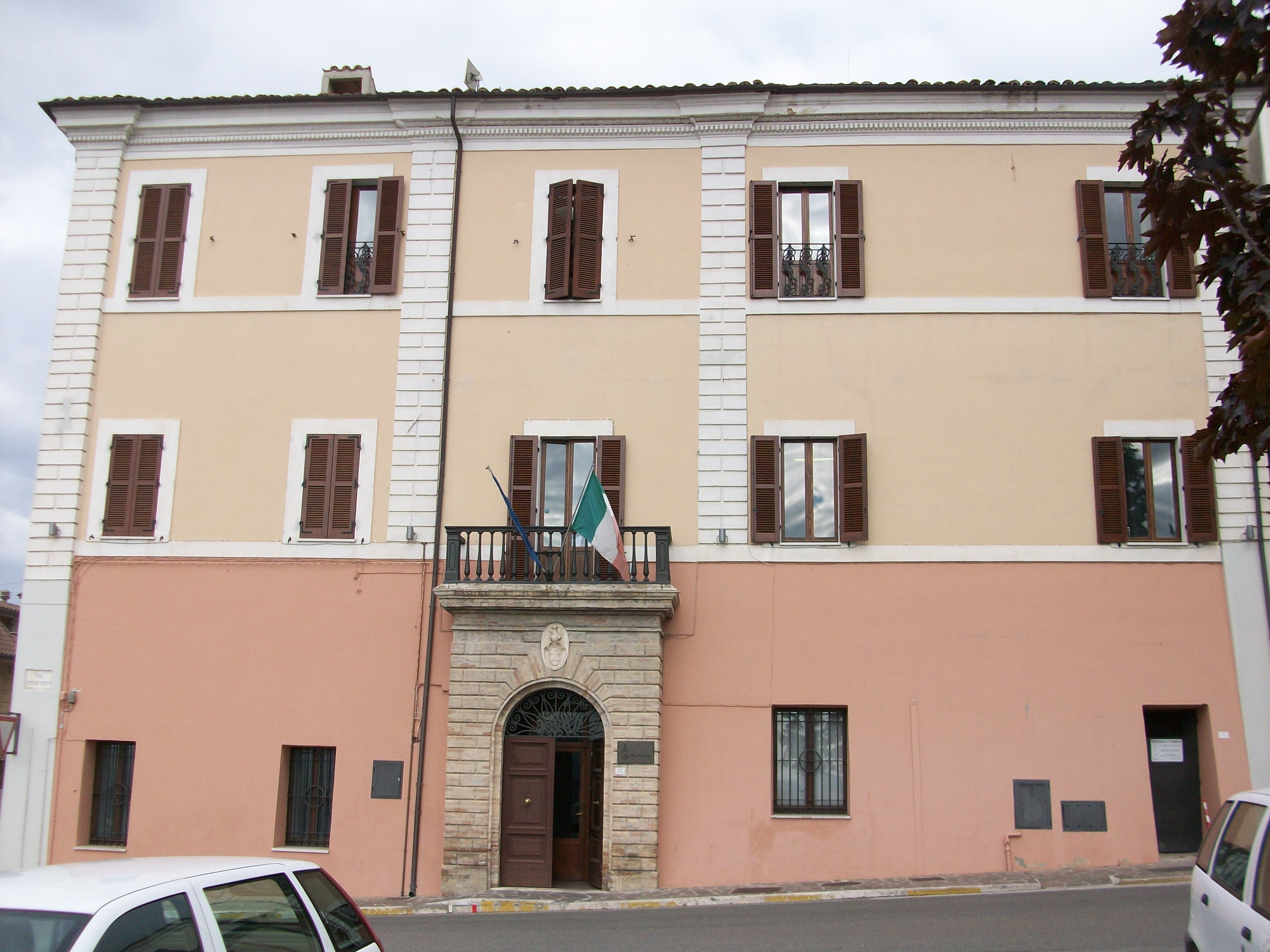
Il municipio di Sant'Omero
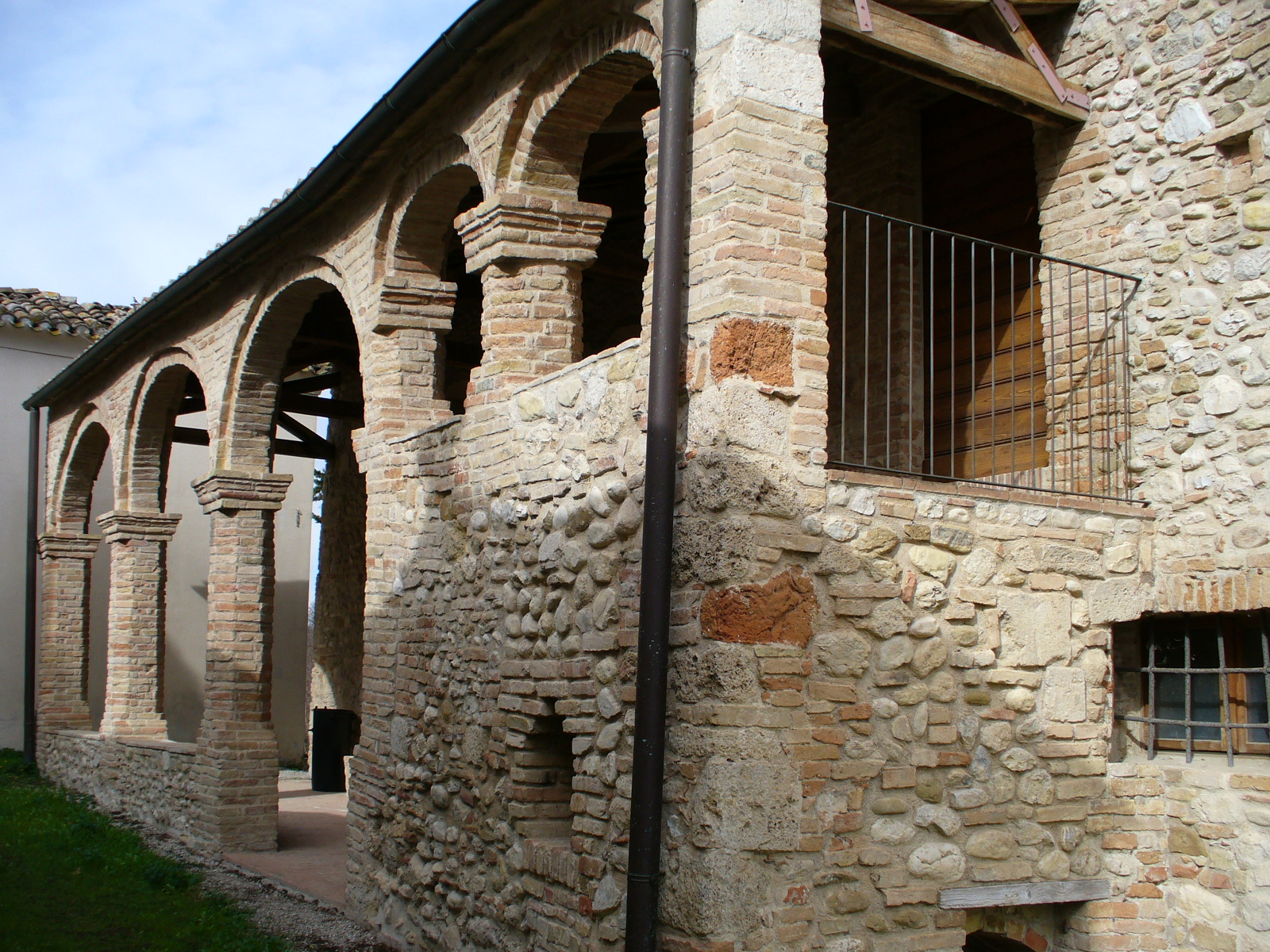
Chiesa di San Massimo in Varano a Torano Nuovo
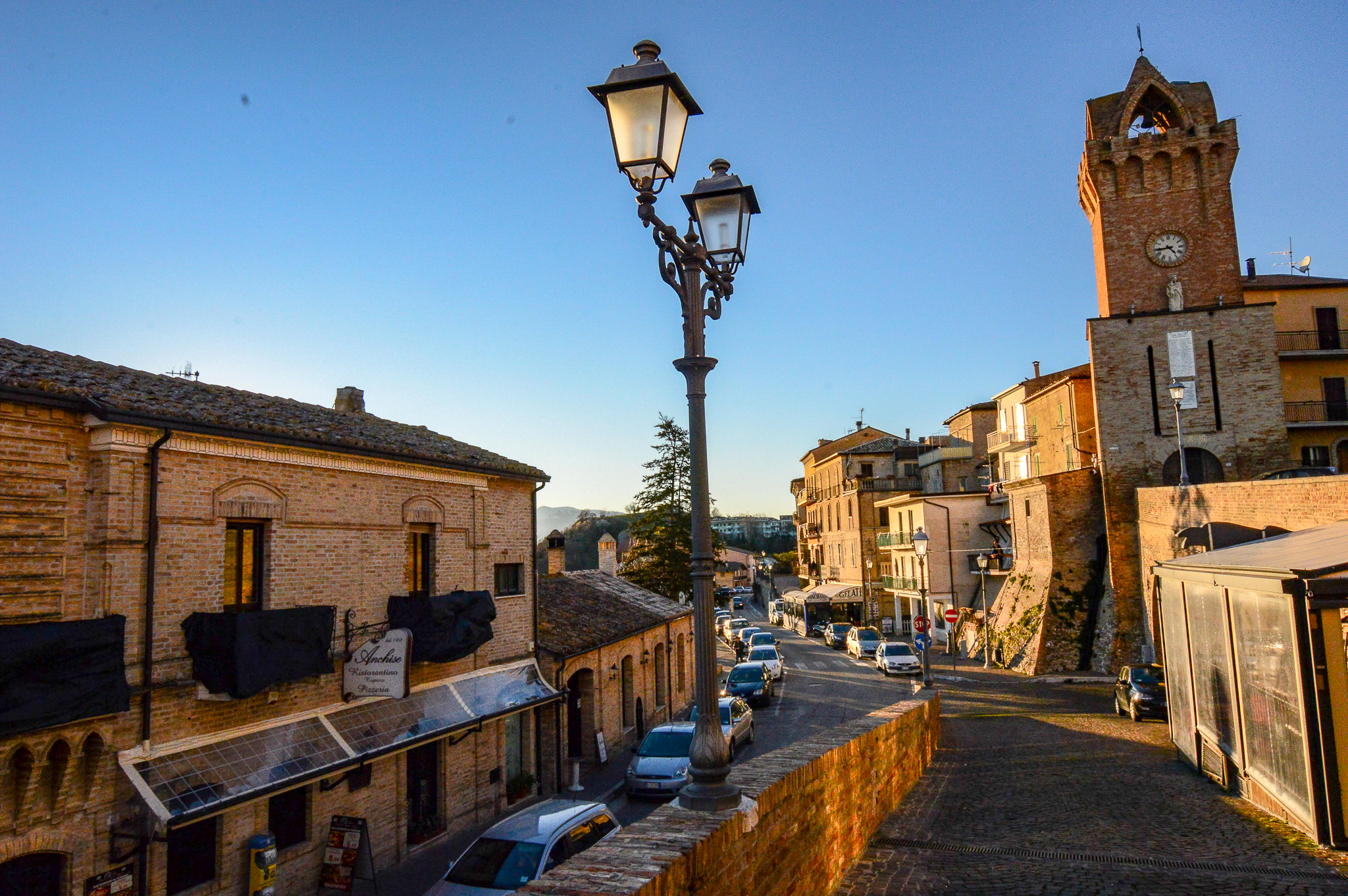
La torre dell'orologio nel centro storico di Tortoreto.